# Podhajczyki (rejon złoczowski)
Podhajczyki (ukr. Підгайчики, Pidhajczyky) – wieś na Ukrainie w rejonie lwowskim obwodu lwowskiego. Leży przy drodze Lwów – Złoczów.
Częścią wsi jest dawna kolonia niemiecka Unterwalden.

## Historia
W 1609 Andrzej Łahodowski herbu Korczak sprzedał miasto Pohorelcze, wsie Turkocin, Stanimierz, Dworzyszcza, Podhajczyki i Załuka za 33000 florenów Janowi Zamoyskiemu, arcybiskupowi metropolicie lwowskiemu.
W latach 1867–1918 wieś w powiecie przemyślańskim w Galicji.
Do 2020 w rejonie złoczowskim.